# Viva Engage
Viva Engageは、2008年9月にYammer（ヤマー、またはヤンマー）としてリリースされた、エンタープライズ向けのソーシャル・ネットワーキング・サービス。
Yammerは不特定多数にメッセージが公開されるTwitterと違い、組織内や組織のメンバーや指名されたグループの間でプライベートなコミュニケーションを取るために利用され、エンタープライズ向けのソーシャル・ソフトウェアの例として挙げられる。Yammerは元々エンタープライズ向けのミニブログサービスとしてリリースされ、その後完全なエンタープライズ向けのソーシャル・ネットワーキング・サービスとして発達を遂げた。Yammer内のネットワークへのアクセスは利用者のメールアドレスのドメインによって決定され、同じドメインを持つ利用者だけが自らの所属するネットワークに入ることが出来る。
2012年6月25日、アメリカのマイクロソフトが12億USドル（約950億円）で買収すると発表、同年7月19日に買収を完了した。
2012年時点で世界中で500万人以上の利用者と20万以上の企業で利用されている。
2023年2月、マイクロソフトはYammerブランドを廃止し、Viva Engageに統合すると発表した。

## 沿革
Yammerは2008年9月8日のTechCrunch50 conferenceで事業を開始した。会議でのレポートによると、TechCrunchのエリック・ションフェルドはYammerを「Twitterのエンタープライズ版だ」と評した。
創業者であるデビッド・ザックスはTechCrunch50でYammerを立ち上げ、Yammerはエンタープライズ版のTwitterであり、Twitterは『今何してる？』と聞くが、Yammerは『今何の仕事してる？』と聞くものだとしている。元々Geni（デビッド・ザックスの立ち上げていた企業）のエンジニアは自社のためにYammerを開発したが、ザックスがこのサービスを気に入り、自らの会社として立ち上げることに決めた。
2010年2月には、「コミュニティ」機能がリリースされ、ドメインによってアクセスが制限されないネットワークとなっており、これにより顧客やパートナー、サプライヤなどのグループと連携することが出来るようになった。同年9月にはYammer 2.0が次世代プラットフォームとしてリリースされ、より高性能なエンタープライズ向けソーシャル・ネットワークとなった。新しいバージョンではより従来のコミュニケーション・プラットフォームを超えるものとしてデザインされており、ビジネス用のFacebookにあたるものとして説明されている。
Yammerはサードパーティーによる開発やアプリケーションのユーザーへの直接販売も可能としている。

## 利用料金
Yammerはフリーミアムモデルで提供されており、無料の基本機能を提供しながら、有料サービス（1ユーザ1月3ドルのシルバーバックと1ユーザ1月5ドルのゴールドパック）を提供している。有料サービスでは、管理機能、強固なセキュリティツール、データのエクスポート、キーワード監視、ディレクトリ統合、ネットワーク分析、Microsoft SharePointとの統合、顧客担当の割り当てなどの機能が利用できる。また、大企業や教育機関、非営利組織向けのディスカウントも提供されている。
Microsoft 365 Business Basic（旧称 Office 365 Business Essentials）やMicrosoft 365 Business Standard（旧称 Office 365 Business Premium）等のMicrosoft 365（旧称 Office 365）のサービスとしても提供されており、同プランのユーザーはYammer エンタープライズを追加料金なしで使用できる。

## 特徴
メッセージ投稿などのミニブログサービスに加えて、下記の機能が利用できる：
| - 返信およびスレッドでの会話 - トピックというタグ付け機能 - ネットワーク内での公開・非公開のグループ - 組織外の利用者の利用を許可するコミュニティ機能 - ファイルおよび画像の貼付 - イベント、投票、質問のアプリケーション - 安全なダイレクトメッセージの送信 - オンラインメンバーの把握機能 - インスタントメッセージやSMS、Emailを通したメッセージの送受信 | - Twitterとの連携 - Microsoft SharePointとの統合 - スマートフォン向けクライアント（iPhone、iPod touch、Android、BlackBerry、Windows Mobileに対応） - 退職者情報を削除するなどのセキュリティ機能 - ネットワークの色選択およびロゴ設定 - ソーシャルブックマーク - Representational State Transfer (REST) - SSL暗号化通信 |